# Astragalus canosus
Astragalus canosus är en ärtväxtart som beskrevs av Maassoumi. Astragalus canosus ingår i släktet vedlar, och familjen ärtväxter. Inga underarter finns listade i Catalogue of Life.